# Monodelphis iheringi
Monodelphis iheringi e вид опосум от семейство Didelphidae.

## Географско разпространение
Видът се среща в югоизточна Бразилия като представителите му обитават дъждовни и субтропични атлантически гори.

## Хранене
Представителите на вида консумират основно малки гръбначни и насекоми.